# 模糊新短眼蟹
模糊新短眼蟹（学名：Neoxenophthalmus obscurus）为豆蟹科新短眼蟹属的动物。分布于印度以及中国大陆的广东、海南岛、福建等地，生活环境为海水，多见于沿岸带泥沙底上。